# Kone
Kone Oyj, ustanovljeno leta 1910, je finsko inženirsko podjetje s sedežem v Helsinkih. Kone proizvaja stavbna dvigala, tekoče stopnice, avtomatska vrata in drugo. Podjetje ima več kot 43 000 zaposlenih in je prisotno v več kot 50 državah. "Kone" v finščini pomeni stroj oziroma naprava.